# Värperyd
Värperyd är en by i Ronneby kommun på den östra sidan av Ronnebyån och cirka 10 kilometer norr om kommunens huvudort Ronneby. 
Byn är en del av den blekingska jordbruksbygd, som karaktäriseras av sprickdalslandskapets dalgångar, vilka löper ut mot havet med ett uppbrutet och omväxlande landskap mellan odlad jord samt löv- och barrskog. Strax norr om byn ligger Storemosse, som till stor del utgör naturreservat och ansluter till Blekingeleden. Byn och det omkringliggande landskapet utgör ett riksintresse för naturvården. Genom byn sträcker sig också vandringsleden Karlsnäsleden.

## Kulturmiljö

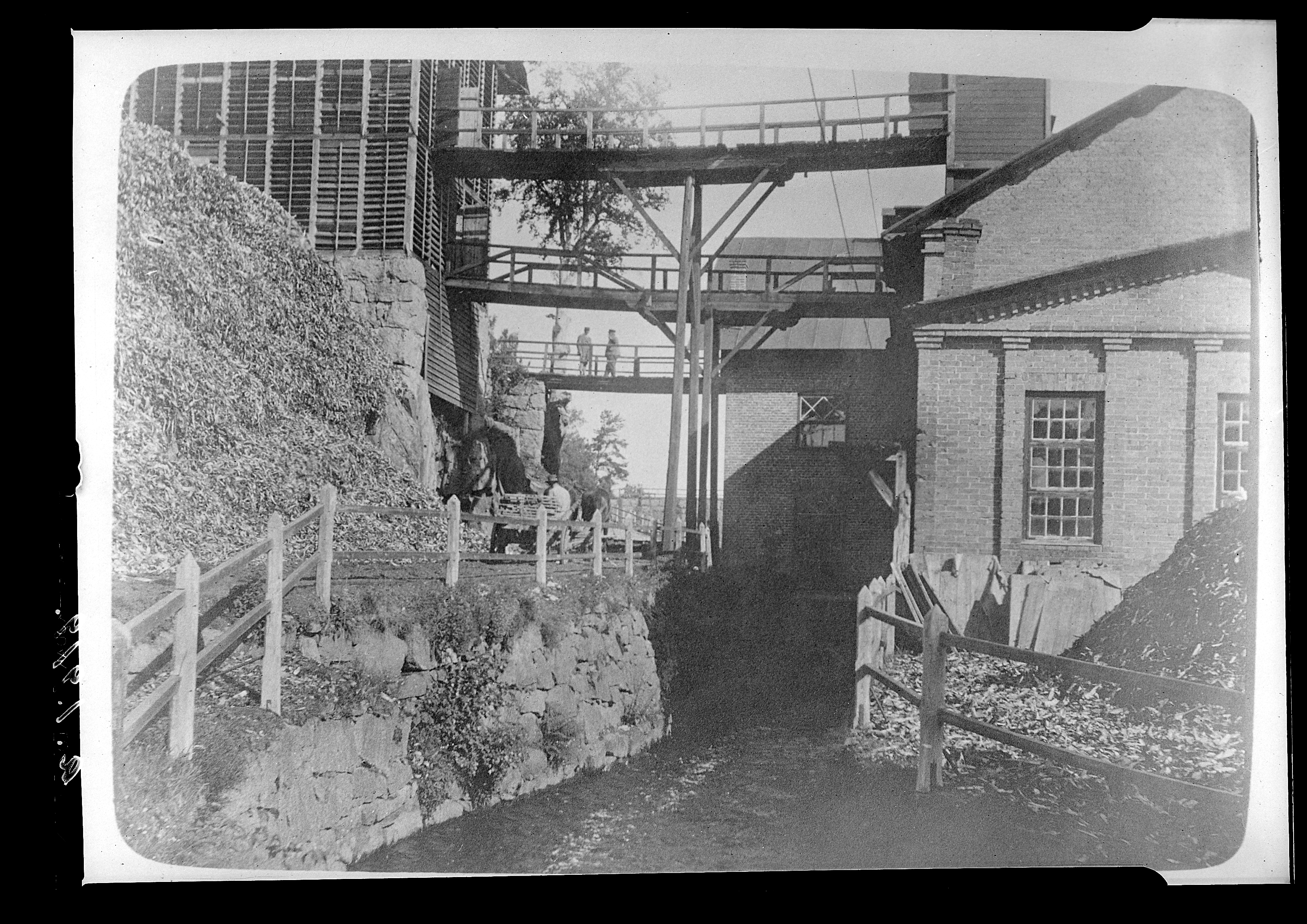
Fotografi av den före detta pappfabriken i Värperyd. Foto ur Tekniska museets samlingar.

Byn ingår i ett bebyggelsesammanhang tillsammans med Norra- respektive Södra Bygget. Värperyd var ett eget hemman med nummer 88, Norra Bygget 89 och Södra Bygget 90 i Ronneby socken. Dessa tre hemman möttes vid Värperyds bro, som enligt tillgängliga källor omnämns första gången i Samuel Gradmans anhållan till Staten den 6 september 1732, att få fälla ekar i Möljeryd och Värperyd. Syftet var att bygga en ny bro. Den gamla bron revs 1709 i kriget mellan Danmark och Sverige, vilket innebar att resande fick ta betydande omvägar för att komma fram. Att bygga en ny bro var därför mycket angeläget. Dagens kallmurade stenvalvsbro med tre spann om vardera fyra meters bredd av kilad sten är dock av betydligt yngre datum, - troligen från första halvan eller mitten av 1800-talet. Brons nuvarande sträckning framgår av Generalstabskartan från 1870,  vilket i sin tur tyder på, att stenbron uppförts före detta år. Bron har senare kompletteras med armerade kantbalkar av betong och därefter blivit fogstruken. 
I byn fanns från 1882 fram till 1916 ett pappersbruk ägt av Djupafors Fabriks Aktiebolag vid den västra åstranden med en fördämning av Ronnebyån. Dammen byggdes redan under 1880 och har en yta av 1 062 kvadratmeter. Bruket hade en direkt vägförbindelse över ån till byns centrala delar med skola och livsmedelshandel. Numera finns  på det gamla brukets plats istället ett vattenkraftverk, vilket uppfördes 1922. Året efter, 1923, anges Sydsvenska Kraftaktiebolaget, som ägare till anläggningen, vilken gav 1 000 kW. Vid en inventeringsrapport från 1995 konstaterar Riksantikvarieämbetet, att anläggningen har ett kulturhistoriskt värde.

### Fornlämningar
Byn omfattas delvis av en fornlämning RAÄ Ronneby 423, som är en byväg med stenmurar på ömse sidor samt en kallmurad vägramp, som förbinder Värperyd med Pänseryd. Denna äldre vägsträckning framgår även av lantmäteriets historiska kartor. I norr gränsar Värperyd till fornlämningen RAÄ Ronneby 171:1 vilken är en fossil åker med röjningsrösen. I Södra Bygget finns också torplämningen RAÄ Ronneby 928, som består av två husgrunder med dricksvattenbrunn. Denna bebyggelse kan också härledas till häradsekonomiska kartan från 1915.

### Byns ursprung och historiska kartor
I lantmäteriets äldre kartor från 1600-talet och fram till det tidiga 1900-talet förekommer flera olika stavningar av bynamnet som Verperyd, Werperyd och Wärperyd. Den första kartan där byn finns omnämnd är upprättad 1761 och avbildar två kvarnar i Ronnebyån. Av dessa två anges den södra som mäster Gischers- eller Wärperyds qvarnhus. Vid dagens stenvalvsbro där Värperydsvägen går över Ronnebyån framgår av 1844 års lagaskifteskarta, att Södra Bygget försåg trakten med ett båtsmanstorp.

## Etymologi
Ursprunget till hela namnet Värperyd är inte helt känt men efterledet -ryd härstammar från verbet röja som på fornsvenska blir rydhia. Normalt anses detta avse en plats för skogsröjning. Till sina äldsta delar härstammar ryd-namnen ända från vikingatiden men de flesta är sannolikt från medeltiden. Vanligen fick flera platser sina namn efter röjningar för jordbruk långt innan det fanns bebyggelse på platsen som sedan tog över det existerande namnet. Det osammansatta namnet Bygget har ett senmedeltida ursprung där Bygge ofta syftar på nybygge.

### Övriga källor
- Riksantikvarieämbetets Fornsök
- Lantmäteriets historiska kartor - Uppmätningskarta 1761
- Lantmäteriets historiska kartor - Lagaskifteskarta 1844, Bygget nr. 1-2
- Lantmäteriets historiska kartor - Lagaskifteskarta 1844, Värperyd nr. 1
- Lantmäteriets historiska kartor - Generalstabskartan 1870
- Lantmäteriets historiska kartor - Häradsekonomiska kartan 1915
- Tekniska museets digitala arkiv
- Ronneby kommuns grönstrukturplan 2018-02-02
- SMHI Svenskt vattenarkiv - Södra Sverige 1993